# 一屋兩家三姓人
《一屋兩家三姓人》（A Handful Of Love），香港電視廣播有限公司時裝家族電視劇，於2004年6月21日至7月16日期間首播，共20集，監製潘嘉德。主題曲《打氣》，由李日朗主唱（2007年12月份出唱片）；插曲《一對》，則由林子萱主唱（2006年12月份出唱片）。

## 演員表

### 方家 / 顧家
| 演員   | 角色   | 關係／暱稱 |
| 古明華 | 方有為 | 醫生 顧家麗之夫 顧家源之姐夫 方穎仁、方穎儀、方穎禮、方穎智、方穎信之亡父 死於肝癌                                                                          |
|        | 顧家麗 | 顧家源之姊 方有為之妻 谷慧庭之姑奶 方穎仁、方穎儀、方穎禮、方穎智、方穎信之亡母 死於交通意外                                                                |
| 馬德鐘 | 顧家源 | 趙蕉（上海話「舅父」之意） 鋼琴教師、合唱團兼職導師 顧家麗之弟 方有為之舅仔 谷慧庭之夫 方穎仁、方穎儀、方穎禮、方穎智、方穎信之舅父                         |
| 宣 萱  | 谷慧庭 | 趙媽（上海話「舅母」之意） 電視臺編導，後隨高志修等人一同到好萊塢發展事業 顧家源之妻 顧家麗之弟媳 方有為之舅嫂 方穎仁、方穎儀、方穎禮、方穎智、方穎信之舅母 |
| 李日朗 | 方穎仁 | 阿大、Do 方有為、顧家麗長子 顧家源、谷慧庭外甥 方穎儀、方穎禮、方穎智、方穎信之兄 在德誠中學讀書，與方穎儀同校 廖茵茵男友，但於第16集分手                   |
| 潘曉彤 | 方穎儀 | 二妹、Re 方有為、顧家麗二女 顧家源、谷慧庭外甥 方穎仁之妹 方穎禮、方穎智、方穎信之姊 在德誠中學讀書，與方穎仁同校                                           |
| 潘 迪  | 方穎禮 | 菠蘿包、Me 方有為、顧家麗三子 顧家源、谷慧庭外甥 方穎仁、方穎儀之弟 方穎智、方穎信之兄 在德誠小學讀書，與方穎智同校同班                                     |
| 丘梓宏 | 方穎智 | 四少、Fa 方有為、顧家麗四子 顧家源、谷慧庭外甥 方穎仁、方穎儀、方穎禮之弟 方穎信之兄 在德誠小學讀書，與方穎禮同校同班                                       |
| 謝宛婷 | 方穎信 | 妹妹、So 方有為、顧家麗幼女 顧家源、谷慧庭外甥 方穎仁、方穎儀、方穎禮、方穎智妹 在幼兒園讀書                                                                |

### 曹家
| 演員   | 角色   | 關係／暱稱                                    |
| 廖啟智 | 曹三綱 | Uncle Three、Doctor Cho 甄麗芸第三任丈夫 博士 |
| 陳秀珠 | 甄麗芸 | Auntie Laura 谷慧庭阿姨 曹三綱妻子            |

### 電視臺
| 演員   | 角色   | 關係／暱稱                                                                           |
| 魯振順 | 倉 王  | 電視臺監製                                                                           |
| 宣 萱  | 谷慧庭 | 參見方家/顧家                                                                        |
| 魯文傑 | 林希善 | Lam 谷慧庭在電視臺時的同事                                                           |
| 李思捷 | 朱國亮 | 諸葛亮 編劇 顧家源好友 谷慧庭在電視臺時的同事 錢敏芝前男友 後來與羅艷芬相戀 光仔之父 |
| 伍慧珊 |        | Didi姐 影射鄭裕玲                                                                    |

### 德誠中學 (西島中學 取景)
| 演員   | 角色   | 關係／暱稱                                          |
| 李日朗 | 方穎仁 | 參見方家/顧家                                       |
| 潘曉彤 | 方穎儀 | 參見方家/顧家                                       |
| 蔡淇俊 | 蔡志沖 | 方穎仁、方穎儀好友                                  |
| 潘嘉雯 | 阮小惠 | 方穎仁、方穎儀好友 暗戀方穎仁                       |
| 黃美棋 | 潘文英 | 神婆 方穎仁、方穎儀好友                             |
| 林子萱 | 廖茵茵 | Calvin之妹 方穎仁女友，但於第16集分手，並且不再出現 |

### 德誠小學
| 演員   | 角色   | 關係／暱稱 |
| 潘芳芳 | 藍綺媚 | 校 長 |
| 羅敏莊 | 羅艷芬 | Miss Law 羅艷芳之姊 合唱團導師 方穎禮、方穎智班主任 曾被谷慧庭懷疑與顧家源有私情，後於第20集和解 後來與朱國亮相戀 |
| 潘 迪  | 方穎禮 | 參見方家/顧家 |
| 丘梓宏 | 方穎智 | 參見方家/顧家 |
| 陳景昆 | 馬克勤 | 方穎禮、方穎智同班同學 針對方穎禮、方穎智                                                                         |
| 林樂遙 | 孫芷淇 | 魯淑美之女 方穎禮、方穎智同班同學 曾接受方穎禮、方穎智幫助                                                        |

### 其他演員
| 演員   | 角色   | 關係／暱稱                                                               |
| 單立文 | 高志修 | Michael 電影導演 谷慧庭同事 曾被顧家源懷疑與谷慧庭有私情，後於第19集和解 |
| 河國榮 | Pacino | Uncle One 甄麗芸第一任丈夫 琴行老闆 孫皓月之男友                         |
| 艾 威  | 焦 洋  | Uncle Two 甄麗芸第二任丈夫 體操教練                                      |
| 關伊彤 | 羅艷芳 | 羅艷芬之妹 方穎儀死敵，後來成為好友                                      |
| 黃𨥈瑩 | 錢敏芝 | Gigi 朱國亮前女友 光仔之母                                               |
| 楊卓娜 | 孫皓月 | Sailor Moon 琴行職員 Pacino之女友                                        |
| 劉 江  | 魯 年  | 魯淑美之父 孫芷淇外公 甄麗芸公寓樓下看守員                               |
| 陳 琪  | 魯淑美 | 魯年之女 孫芷淇母親 律師 谷慧庭好友                                      |
| 沈可欣 | 崔文姬 | 山崔老師 方穎信之班主任                                                  |
| 楊家盛 |        | 暴龍 幼兒園學生 方穎信好友                                               |
| 孔 祺  |        | 幼兒園學生 方穎信好友                                                    |
| 林遠迎 | Paul   | 高志修、谷慧庭同事                                                       |
| 黃嘉樂 |        | 高志修、谷慧庭同事                                                       |
| 趙永洪 |        | 高志修、谷慧庭同事                                                       |
| 張松枝 | 材     | 羅艷芬之前男友                                                           |
| 何綺雲 |        | 錢敏芝之姐                                                               |
| 楊 明  | Calvin | 廖茵茵之兄                                                               |
| 陳狄克 | 陸先生 | 錢敏芝老闆                                                               |
| 劉桂芳 | 陸太太 | 錢敏芝老闆娘                                                             |
| 魏惠文 |        | 醫生                                                                     |
| 鄧鎧汶 | Sophia | 孫芷淇之外傭                                                             |
| 曾健明 | 校工   |                                                                          |

## 收視
以下為本劇於香港無綫電視翡翠台之收視紀錄：
| 週次 | 集數  | 日期                  | 平均收視 | 最高收視 |
| 1    | 01-05 | 2004年6月21日-6月26日 | 27點     |          |
| 2    | 06-10 | 2004年6月29日-7月3日  | 27點     |          |
| 3    | 11-15 | 2004年7月6日-7月10日  | 27點     |          |
| 4    | 16-20 | 2004年7月11日-7月17日 | 30點     | 38點     |

## 外部連結
- 無綫電視官方網頁 - 一屋兩家三姓人